# Форрест, Джимми (футболист)
Джеймс Генри Форрест (англ. James Henry Forrest; 24 июня 1864 — 30 декабря 1925), более известный как Джимми Форрест (англ. Jimmy Forrest) — английский футболист, хавбек. Наиболее известен по выступлениям за клуб «Блэкберн Роверс», в составе которого он пять раз выиграл Кубок Англии, а также за национальную сборную Англии.

## Клубная карьера
Уроженец Блэкберна, Джеймс начал играть в футбол за местные школьные команды. К 12 годам он был капитаном местной команды «Империал Юнайтед». Также играл за «Уиттон» и «Кингс Оун Блэкберн». В 1880 году его впервые заметили скауты клуба «Блэкберн Роверс». В январе 1883 года перешёл в «Блэкберн Роверс».
На тот момент не существовало официальных лиг, клубы проводили только товарищеские матчи и выступали в кубковых турнирах вроде Кубка Англии и Большого кубка Ланкашира. В сезоне 1883/84 «Блэкберн Роверс» вышел в финал Кубка Англии, где встретился с шотландским клубом «Куинз Парк» и одержал победу со счётом 2:1 (победный гол забил именно Форрест, игравший в том матче на позиции правого хавбека). На тот момент Форресту было 19 лет и 277 дней и он стал самым молодым автором гола в финалах Кубка Англии (рекорд продержался 75 лет и был побит игроком «Вулверхэмптон Уондерерс» Дики Дорсеттом в финале Кубка Англии 1939 года).
В сезоне 1884/85 «Блэкберн Роверс» вновь вышел в финал Кубка Англии, где снова встретился с шотландским клубом «Куинз Парк» и вновь одержал победу, на этот раз — со счётом 2:0.
В сезоне 1885/86 «Блэкберн Роверс» также вышел в финал Кубка Англии, где встретился с клубом «Вест Бромвич Альбион». Матч, который прошёл на лондонском стадионе «Кеннингтон Овал» 3 апреля 1886 года, завершился безголевой ничьей. Переигровка прошла на «Рейскорс Граунд» в Дерби. Несмотря на хорошую атакующую игру игроков «Альбион» решающую роль сыграл опыт игроков «Роверс», которые забили безответных два гола в ворота соперника и выиграли третий Кубок Англии подряд.
В сезоне 1886/87 «Блэкберн Роверс» неожиданно выбыл из розыгрыша Кубка Англии после второго раунда, проиграв шотландскому клубу «Рентон». В следующем сезоне команда Форреста дошла до шестого раунда Кубка Англии, проиграв в нём клубу «Дерби Джанкшен».
Весной 1888 года ведущие профессиональные футбольные клубы из Ланкашира и Уэст-Мидлендса пришли к соглашению об организации регулярного чемпионата. Новый турнир был учреждён по итогам собрания, которое прошло в отеле «Андерсон» в Лондоне 23 марта 1888 года; 17 апреля в отеле «Ройал» в Манчестере прошло ещё одно организационное собрание. Турнир получил название «Футбольная лига» (англ. Football League). Первый сезон Футбольной лиги начался 8 сентября 1888 года. «Блэкберн Роверс» стал одним из 12 основателей чемпионата. Свой первый матч в Футбольной лиге «Роверс» провёл 15 сентября 1888 года: это была игра против «Аккрингтона» на стадионе «Лемингтон Роуд», которая завершилась вничью со счётом 5:5. 3 ноября 1888 года Форрест забил свой первый гол в Футбольной лиге в матче против «Бернли» на стадионе «Терф Мур». То дерби Восточного Ланкашира завершилось разгромной победой «Бернли» со счётом 7:1. Всего в сезоне 1888/89 Форрест провёл 19 матчей в Футбольной лиге (все — на позиции левого хавбека) и забил 1 гол. «Блэкберн Роверс» завершил сезон на четвёртом месте, а чемпионский титул завоевал «Престон Норт Энд», не потерпевший ни одного поражения. В Кубке Англии «Блэкберн Роверс» дошёл до полуфинала, где проиграл клубу «Вулверхэмптон Уондерерс» в переигровке.
В сезоне 1889/90 «Роверс» занял в Футбольной лиге третье место, а Форрест провёл за команду 21 матч из 22 возможных. В Кубке Англии «Блэкберн Роверс» смог дойти до финала, где встретился с клубом «Уэнсдей» из Шеффилда. «Роверс» разгромил соперника со счётом 6:1, продемонстрировав «один из лучших примеров атакующего футбола в финалах Кубка Англии».
В сезоне 1890/91 «Блэкберн Роверс» занял в Футбольной лиге шестое место, Форрест провёл за команду 21 матч. В Кубке Англии «Роверс» вновь дошёл до финала, где встретился с клубом «Ноттс Каунти» из Ноттингема. «Блэкберн Роверс» одержал победу в финале со счётом 3:1. Форрест стал третьим игроком, выигравшим пять Кубков Англии (после Артура Киннэрда и Чарльза Вулластона).
В сезоне 1891/92 «Роверс» занял лишь девятое место в Футбольной лиге, а в Кубке Англии проиграл во втором раунде клубу «Вест Бромвич Альбион» (который в итоге выиграл турнир).
В трёх последующих сезонах (1892/93, 1893/94 и 1894/95) «Блэкберн Роверс» занимал девятое, четвёртое и пятое места в Первом дивизионе Футбольной лиги (которая состояла уже из двух дивизионов). В 1893 и 1894 году команда также доходила до полуфиналов Кубка Англии.
Джимми Форрест выступал за «Блэкберн Роверс» на протяжении двенадцати сезонов. В октябре 1895 года он перешёл в клуб «Дарвен» из Второго дивизиона Футбольной лиги. В нём он провёл один сезон, после чего объявил о завершении карьеры.

## Карьера в сборной
17 марта 1884 года Форрест дебютировал за сборную Англии в матче Домашнего чемпионата Великобритании против сборной Уэльса на стадионе «Рейскорс Граунд» в Рексеме, сыграв на позиции левого хавбека. Матч завершился разгромной победой англичан со счётом 4:0.
Всего провёл за сборную 11 матчей, выступая на позициях левого или центрального хавбека, с 1884 по 1890 год.

### Список матчей за сборную
| №  | Дата            | Стадион                    | Соперник  | Результат | Турнир                  |
| -- | --------------- | -------------------------- | --------- | --------- | ----------------------- |
| 1  | 15 марта 1884   | «Рейскорс Граунд», Рексем  | Уэльс     | 4:0       | Домашний чемпионат 1884 |
| 2  | 28 февраля 1885 | «Уолли Рейндж», Манчестер  | Ирландия  | 4:0       | Домашний чемпионат 1885 |
| 3  | 14 марта 1885   | «Лемингтон Роуд», Блэкберн | Уэльс     | 1:1       | Домашний чемпионат 1885 |
| 4  | 21 марта 1885   | «Кеннингтон Оувал», Лондон | Шотландия | 1:1       | Домашний чемпионат 1885 |
| 5  | 27 марта 1886   | «Хэмпден Парк», Глазго     | Шотландия | 1:1       | Домашний чемпионат 1886 |
| 6  | 29 марта 1886   | «Рейскорс Граунд», Рексем  | Уэльс     | 3:1       | Домашний чемпионат 1886 |
| 7  | 5 февраля 1887  | «Брэмолл Лейн», Шеффилд    | Ирландия  | 7:0       | Домашний чемпионат 1887 |
| 8  | 26 февраля 1887 | «Кеннингтон Оувал», Лондон | Уэльс     | 4:0       | Домашний чемпионат 1887 |
| 9  | 19 марта 1887   | «Лемингтон Роуд», Блэкберн | Шотландия | 2:3       | Домашний чемпионат 1887 |
| 10 | 13 апреля 1889  | «Кеннингтон Оувал», Лондон | Шотландия | 2:3       | Домашний чемпионат 1889 |
| 11 | 15 марта 1890   | «Баллинафей Парк», Белфаст | Ирландия  | 9:1       | Домашний чемпионат 1890 |

Итого: 11 матчей / 0 голов; 6 побед, 3 ничьи, 2 поражения.

## Достижения
«Блэкберн Роверс»
- Обладатель Кубка Англии (5): 1884, 1885, 1886, 1890, 1891
- Обладатель Большого кубка Ланкашира: 1884, 1885

Сборная Англии
- Победитель Домашнего чемпионата (2): 1885/86, 1889/90 (разделённые победы)

## После завершения карьеры игрока
Управлял отелем County Arms на Дарвен-стрит в Блэкберне. Позднее вернулся в «Блэкберн Роверс», сначала в роли администратора, затем — в роли директора клуба (с 1906 года).